# Collegio di Stockton West
Stockton West è un collegio elettorale situato nella contea di Durham, nel Nord Est dell'Inghilterra, e rappresentato alla Camera dei comuni del Parlamento del Regno Unito. Elegge un membro del parlamento con il sistema first-past-the-post, ossia maggioritario a turno unico; l'attuale parlamentare è Matt Vickers del Partito Conservatore, che rappresenta il collegio dal 2024.

## Estensione
Il collegio comprende i seguenti ward: 
- nel borgo di Darlington: Hurworth e Sadberge and Middleton St. George;
- nel borgo di Stockton-on-Tees: Bishopsgarth and Elm Tree; Eaglescliffe East; Eaglescliffe West; Fairfield; Grangefield; Hartburn; Ingleby Barwick North; Ingleby Barwick South; Northern Parishes; Southern Villages; Village; Yarm e una piccola parte di Stainsby Hill.[1]

## Membri del parlamento
| Elezione | Elezione | Deputato     | Partito      |
| -------- | -------- | ------------ | ------------ |
|          | 2024     | Matt Vickers | Conservatore |

## Elezioni

### Elezioni negli anni 2020
| Partito                    | Partito                                         | Candidato                  | Risultati 4 luglio 2024 | Risultati 4 luglio 2024 |
| Partito                    | Partito                                         | Candidato                  | Voti                    | %                       |
| -------------------------- | ----------------------------------------------- | -------------------------- | ----------------------- | ----------------------- |
|                            | Conservatore                                    | Matt Vickers               | 20 372                  | 41,88                   |
|                            | Laburista                                       | Joe Dancey                 | 18 233                  | 37,49                   |
|                            | Reform UK                                       | Stephen Matthews           | 6 833                   | 14,05                   |
|                            | Verdi                                           | Anna-Maria Toms            | 1 477                   | 3,04                    |
|                            | Lib Dem                                         | Nigel Boddy                | 1 203                   | 2,47                    |
|                            | Indipendente                                    | Mohammed Zaroof            | 263                     | 0,54                    |
|                            | Indipendente                                    | Vivek Chhabra              | 108                     | 0,22                    |
|                            | Indipendente                                    | Niko Omilana               | 106                     | 0,22                    |
|                            | Independents for Direct Democracy               | Monty Brack                | 45                      | 0,09                    |
|                            |                                                 |                            |                         |                         |
| Iscritti                   | Iscritti                                        | Iscritti                   | 71 868                  | 100,00                  |
| ↳ Votanti (% su iscritti)  | ↳ Votanti (% su iscritti)                       | ↳ Votanti (% su iscritti)  | 48 640                  | 67,68                   |
| ↳ Astenuti (% su iscritti) | ↳ Astenuti (% su iscritti)                      | ↳ Astenuti (% su iscritti) | 23 228                  | 32,32                   |
|                            |                                                 |                            |                         |                         |
|                            | Esito: collegio a Conservatore (nuovo collegio) |                            |                         |                         |